# Utskarpen
Utskarpen este o localitate din comuna Rana, provincia Nordland, Norvegia, cu o populație de 890 locuitori (2013).